# Maria Kalmykova
Maria Kalmykova (14 de janeiro de 1978) é uma basquetebolista profissional russa.

## Carreira
Maria Kalmykova integrou a Seleção Russa de Basquetebol Feminino, em Atenas 2004, que conquistou a medalha de bronze.